# Princesse Reishi (1270-1307)
La princesse Reishi (姈子内親王 ou れい子内親王, Reishi naishin'nō), 5 octobre 1270 – 22 août 1307, est une impératrice consort du Japon.

## Source de la traduction
- (en)/(ja) Cet article est partiellement ou en totalité issu des articles intitulés en anglais « Princess Reishi (1270–1307) » (voir la liste des auteurs) et en japonais « れい子内親王 » (voir la liste des auteurs).